# Integrationskurs
De Integrationskurs is een type inburgeringscursus met als doel het verwerven van kennis van Duitsland en Duitse taal voor buitenlanders in Duitsland.
Dit alles volgens de wet/verordening: Verordnung über die Durchführung von Integrationskursen für Ausländer und Spätaussiedler (Integrationskursverordnung – IntV).
De Integrationskurs is in 2005 in het kader van de wet Zuwanderungsgesetz ingevoerd.
Deelnemers kunnen volgens § 44a Abs. 1 Nr. 2 van het Aufenthaltsgesetz verplicht worden om deze 645-urige cursus te volgen. Dit gebeurt vaak als men geen werk heeft of een opleiding volgt en binnen 2 maanden van de komst naar Duitsland nog geen spraaktest heeft gehaald. Meestal gaat het hierbij om huisvrouwen.

## De cursus
Een Integrationskurs (integratiecursus) bestaat uit twee delen: een spraakcursus en een oriënteringscursus. Naast de algemene integratiecursus zijn er speciale cursussen gericht op speciale doelgroepen.
De spraakcursus leidt in 600 uur op tot kennis van de Duitse taal tot niveau B1 van het gemeenschappelijk Europees referentiekader. Deze cursus wordt idealiter afgesloten met de Deutsch-Test für Zuwanderer, een taaltest voor mensen die naar Duitsland gekomen zijn.
In 45 aanvullende uren krijgen de deelnemers iets te horen over de Duitse (geschiedenis, samenleving, cultuur, etc.), om het leven voor hen iets te vereenvoudigen zodat zij de basisregels van de samenleving leren kennen. Deze afsluitende zevende module wordt de oriëntatiecursus genoemd.

### Speciale cursussen
- Integratiecursus met alfabetisering
- Integratiecursus voor vrouwen
- Integratiecursus voor ouderen
- Integratiecursus voor jonge volwassenen
- Een gevorderdencursus
- Een intensieve cursus

### Oriëntatiecursus
De oriëntatiecursus sluit aan op de spraakcursus aan en bestaat uit 45 lesuren. Het curriculum voor de oriëntatiecursus in ontwikkeld door het BAMF.

### Spraakcursus
In het kader van de algemene integratiecursus omvat de spraakcursus 600 uur. Het doel is dat de deelnemers zich na afloop in de Duitse taal kunnen uitdrukken (sprachliche Handlungsfähigkeit), waardoor de integratie van migranten op het gebied van deelname aan de samenleving en kansengelijkheid bevorderd wordt.
Doelstelling is dat na afloop de deelnemer beschikt over voldoende kennis van de Duitse taal zodat men zich in het dagelijkse leven zelfstandig kan redden en conform zijn leeftijd en opleidingsniveau een goed gesprek kan voeren en zich schriftelijk kan uitdrukken, dit conform niveau B1 van het gemeenschappelijk Europees referentiekader.
De spraakcursus wordt afgesloten door de Deutsch-Test für Zuwanderer (DTZ).

#### Raam-curriculum voor de Integrationskurse / Duits als vreemde taal
In het raam-curriculum voor de Integrationskurse / Duits als vreemde taal staan de leerdoelen en de leerinhoud van de spraakcursus. Het is het kader voor de verschillende cursussen en geeft aan hoe die gegeven moeten worden. Dit is gekoppeld aan de afsluitende toets.

##### Ontwikkeling
Als uitwerking van het in werking treden van de migratiewetgeving (Zuwanderungsgesetz) op 1 januari 2005, heeft de Federale dienst voor Migratie en Vluchtelingen (BAMF) in 2006 het Goethe-Institut opdracht gegeven om een curriculum te ontwikkelen voor de Integrationskurse. In 2007 was dat klaar.

##### Deutsch-Test für Zuwanderer (DTZ)
Omdat het raam-curriculum de basis is voor de vormgeving van de spraakcursus van de integrationskurse, is ook de afsluitende test, daarop ingericht. Daarom worden in de Deutsch-Test für Zuwanderer geen vaardigheden getest, die niet in het raam-curriculum staan. Kennis van Duitse cultuur en geschiedenis, interculturele en strategische vaardigheden worden impliciet getest.

## Financiering
De kosten van de cursus komen voor rekening van het Bundesamt für Migration und Flüchtlinge (BAMF). De deelnemers moeten daarnaast per uur 1 euro betalen, in zoverre ze geen vrijstelling hebben omdat ze in de een of andere sociale regeling vallen.
De deelname en kosten zijn voor de verschillende groepen ander geregeld. Er wordt onderscheid gemaakt tussen buitenlanders met een verblijfsvergunning voor vanaf 2005, Duitse staatsburgers, EU-burgers en zogenaamde Spätaussiedlern.
Van belang is ook, met betrekking tot de financiering, de organisatie van de cursus an sich: de opleiders, dus de taalinstituten en andere onderwijsinstellingen, die door BAMF zijn toegelaten, hebben het moeilijk om deze cursus zakelijk aan te kunnen aanbieden; het geheel kan eigenlijk alleen maar uit als er ongeveer 20 deelnemers zijn en dat is direct ook het maximale aantal deelnemers. Vaak wordt dit maximumaantal niet gehaald wat leidt tot lagere lonen voor de docenten.

## Resultaten
Sinds 1 januari 2006 worden deze cursussen geëvalueerd om vast te stellen of de gewenste resultaten ook behaald worden en of de organisatie effectief is (funktionstüchtig).
Uit de cijfers van het Bundesamt für Migration blijkt dat ca. 42 procent slaagt: Dus van de 100 ingeschreven deelnemers halen 42 met succes het Zertifikat Deutsch, dat volgens het Goethe-Institut een bewijs is voor basiskennis van de Duitse taal en dat als minimumvoorwaarde gezien wordt voor werk in Duitsland.